# McDonald Bailey
Pour les articles homonymes, voir Bailey.
Emmanuel McDonald Bailey, né le 8 décembre 1920 à Williamsville (Trinidad), et mort le 4 décembre 2013, quelques jours avant son 93e anniversaire, est un athlète qui a représenté le Royaume-Uni aux Jeux olympiques d'été de 1948 et 1952.
Trinité-et-Tobago étaient alors membres de l'Empire britannique.
Il a dominé le sprint britannique de l'après guerre, étant sacré quatorze fois champion britannique. En 1951, il a couru le 100 m en 10"2, égalant ainsi le record du monde de Jesse Owens.

## Palmarès

### Jeux olympiques d'été
- Jeux olympiques d'été de 1948 à Londres ( Royaume-Uni)
  - 6e sur 100 m
- Jeux olympiques d'été de 1952 à Helsinki ( Finlande)
  -  Médaille de bronze sur 100 m
  - 4e sur 200 m
  - 4e en relais 4 × 100 m

### Record du monde
- 10 s 2 sur 100 m le 25 août 1951 à Belgrade (égalant le record codétenu par Jesse Owens, Harold Davis, Lloyd LaBeach et Barney Ewell)